# Urtica urens
Espèce
Classification APG III (2009)
L’Ortie brûlante, Ortie grièche ou Petite Ortie (Urtica urens) est une espèce de plantes à fleurs de la famille des Urticaceae. C'est une plante herbacée commune. On la distingue de la grande ortie par sa taille plus petite et par le fait qu’elle soit annuelle et à racine pivotante alors que la grande ortie est pérenne et à souche rampante. Elle est entièrement couverte de poils urticants et par endroits de poils plus courts, non urticants (photo 2).
Urtica et urens ont la même racine latine uro, (ussi, ustum, urere)  « brûler, embraser, consumer, échauffer, exciter, faire souffrir, tourmenter », par allusion aux piqures brûlantes occasionnées par les poils. En outre, le mot Urtica existait en latin et désignait l’ortie.

Cette plante était bien connue des Anciens. Ses usages ont été décrits en Grèce antique, par Dioscoride et Galien, en Inde ancienne par la médecine ayurvédique etc.

## Description
L’Ortie brûlante se reconnaît à sa petite taille qui en général se situe entre 20 et 60 cm.
Les feuilles sont opposées, ovales et ne dépassent pas 4–5 cm de long. Elles sont bordées de dents aiguës de 3–5 mm.
L’Ortie brûlante se distingue également de l’Ortie commune par ses fleurs unisexuées, mâles et femelles, sur la même grappe simple, non ramifiée. Les fleurs femelles, beaucoup plus nombreuses que les fleurs mâles, possèdent 4 tépales : deux petits extérieurs, deux grands intérieurs ornés d'un grand poil urticant. La fleur mâle comporte 4 tépales soudés, un ovaire vestigial et 4 étamines, repliées dans le bouton et se redressant brutalement à l'anthèse en éjectant au loin le pollen (cf. photo 3).
C’est une plante monoïque alors que l’Ortie commune est essentiellement dioïque.
La floraison s’étale de mars à octobre et la pollinisation se fait par le vent (par anémogamie).
Le fruit est un akène ovoïde, compressé, de moins de 1 mm, entouré des deux grands tépales accrescents.

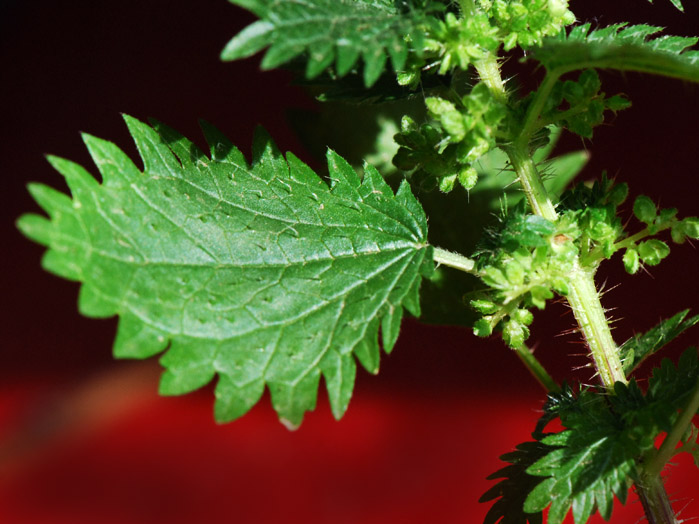
1. Feuille.
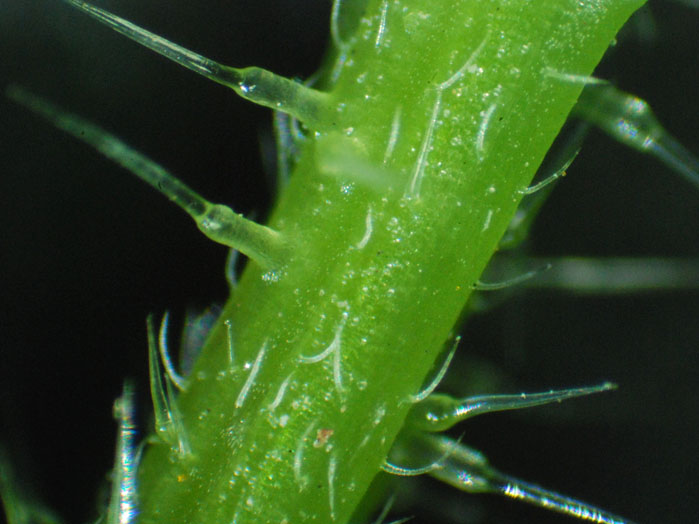
2. Les deux types de poils.
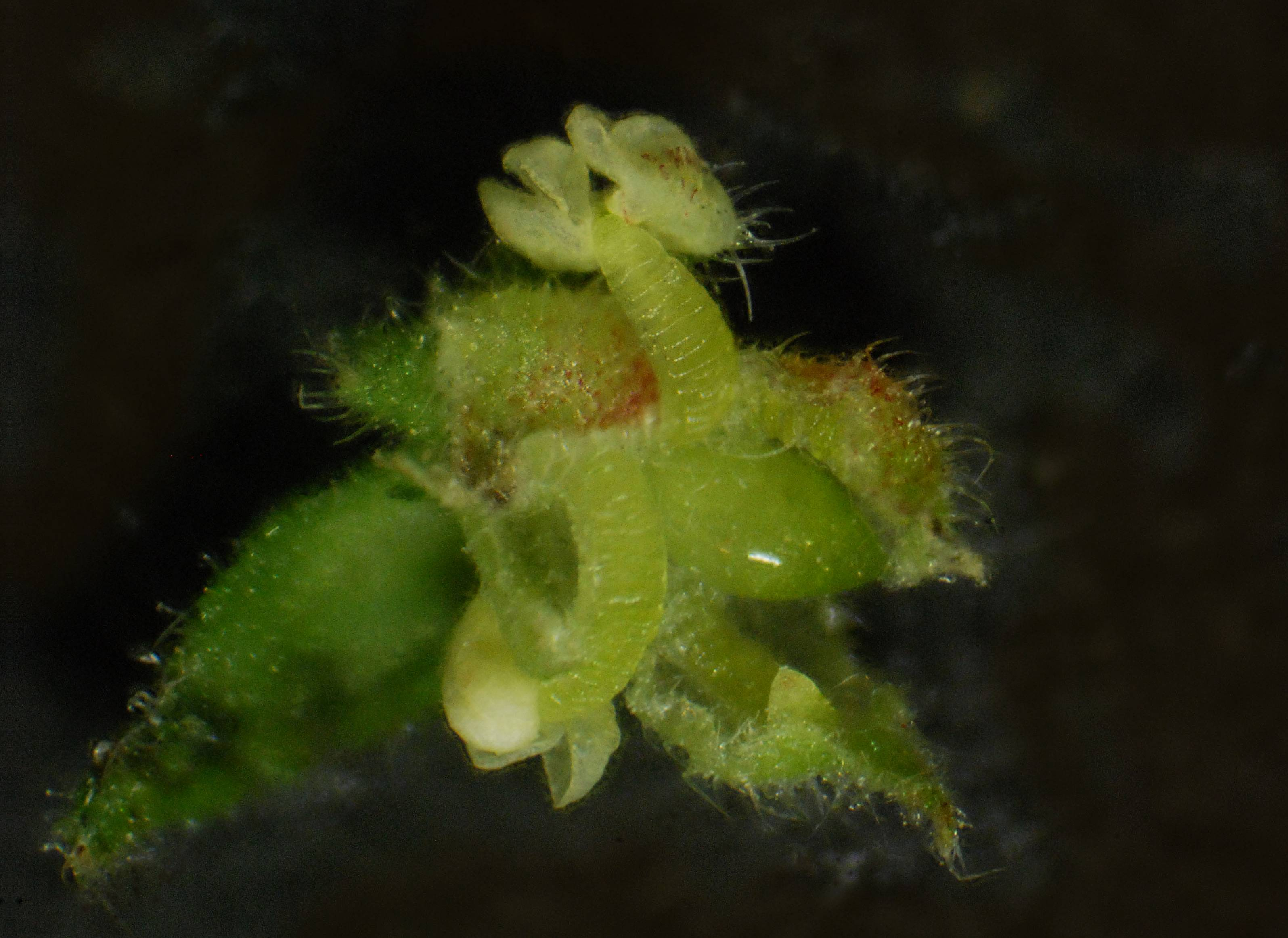
3. Fleur femelle fécondée (dessous) et fl. mâle avec 2 filets déployés.
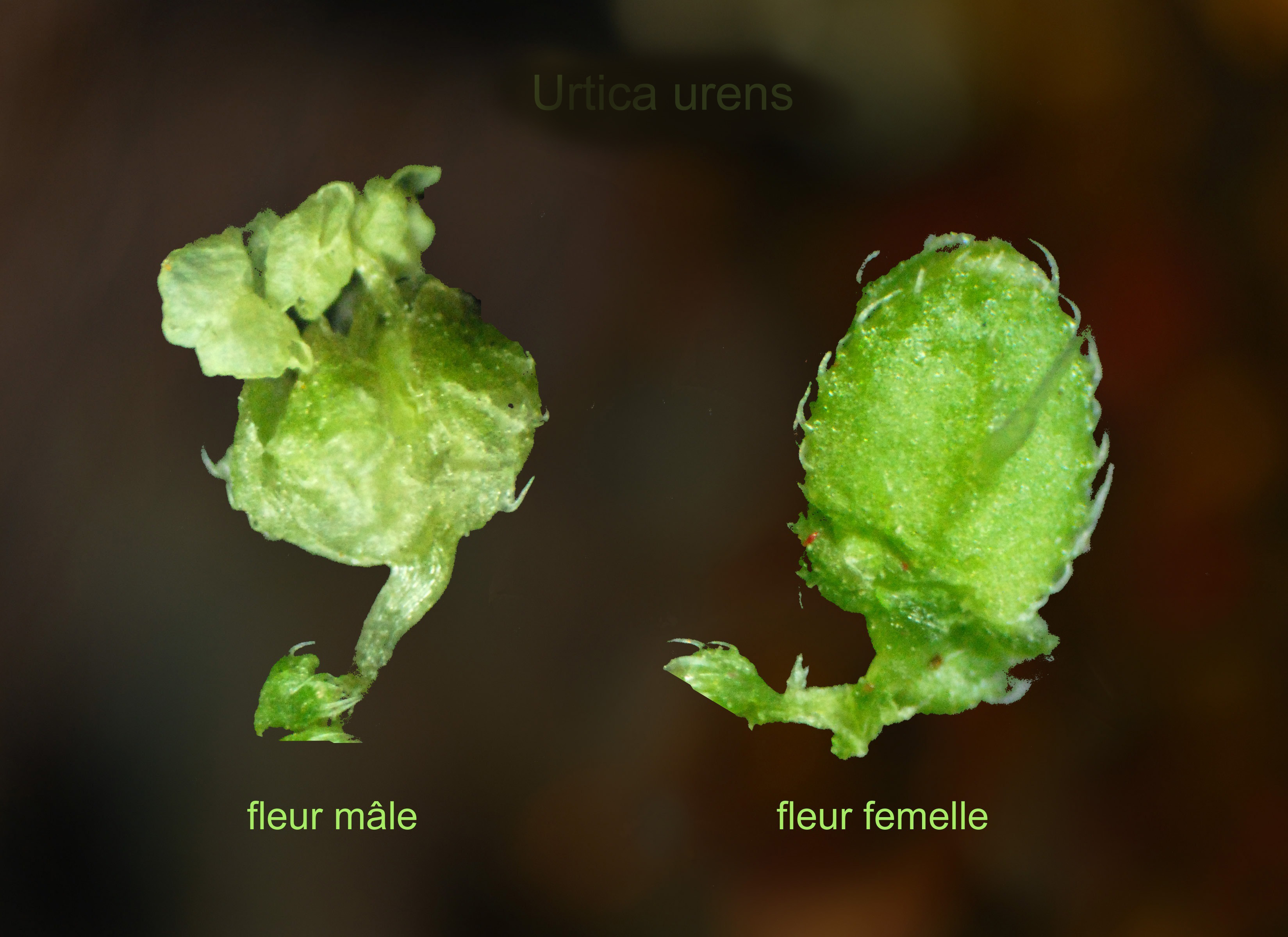
4. Fleur mâle et fleur femelle fécondée.
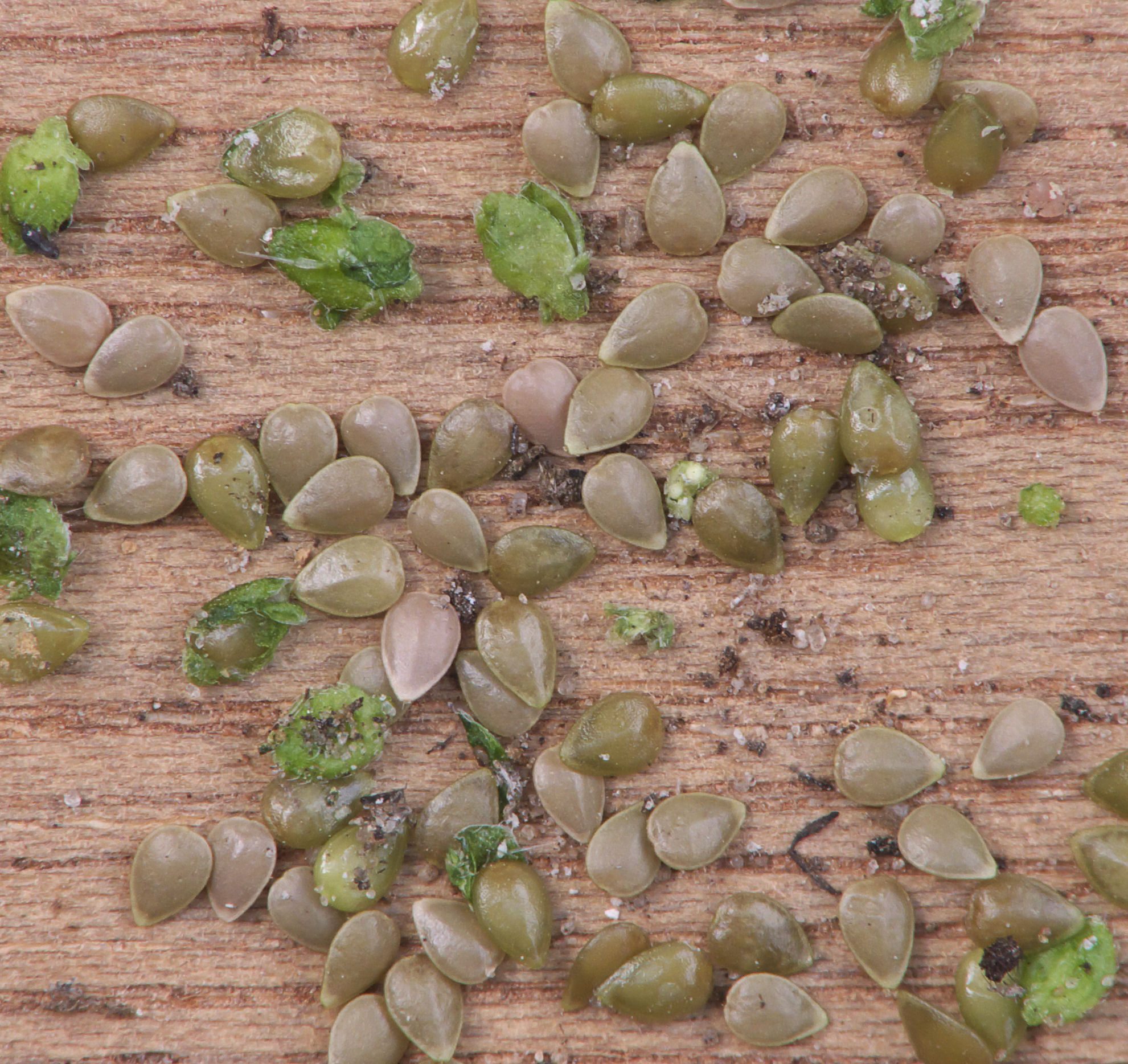
5. Le fruit.

## Aire de répartition
C’est une plante assez cosmopolite qui se rencontre partout en France, en abondance dans le nord et le sud du pays, et de façon plus disséminée dans la diagonale allant du Pays Basque aux Vosges.
Elle est très largement distribuée dans les régions tempérées et dans les hautes terres des régions tropicales (Europe, Asie, Afrique et Amérique septentrionales).
Elle se plaît dans les décombres, les friches et les lieux cultivés ayant reçu un excès de fumure. C'est une adventice des cultures maraîchères à fortes fumures et bien arrosées.

## Propriétés
L'ortie est riche en flavonoïdes, en fer, en calcium, en potassium, en magnésium ainsi qu'en vitamine A et C. Les racines contiennent des phytostérols.

## Utilisations
L’Ortie brûlante a, comme l’Ortie dioïque, de très nombreux usages traditionnels en alimentation, phytothérapie et agriculture.
Jadis utilisée pour nourrir les volailles, elle continue à être employée en alimentation humaine. Les jeunes pousses et les jeunes feuilles d'ortie peuvent être consommées en salade, en soupe, en purée  et en légumes comme des épinards.
C’est aussi une plante médicinale reconnue dont les parties aériennes sont utilisées :
- en usage interne (principalement sous forme de tisane) pour leurs effets diurétiques, galactagogues, antirhumatismaux dans le traitement de l’inflammation des voies urinaires, dans le traitement des calculs rénaux, des douleurs rhumatismales, et pour combattre les carences en fer.
- en usage externe (par application de lotion) dans le traitement des douleurs arthritiques et rhumatismales, dans les soins cosmétiques (contre la chute des cheveux, contre les pellicules et les cheveux gras)

Les décoctions de racines d’ortie sont aussi utilisées dans le traitement de l’hypertrophie bénigne de la prostate.
Le purin d’ortie, obtenu par macération des feuilles hachées dans de l’eau, est utilisé en agriculture biologique pour tuer ou repousser les insectes et comme fertilisant.